# Cholétria
Cholétria (grec moderne : Χολέτρια) est un village chypriote situé dans le district de Paphos et comptant plus de 264 habitants.